# Властелин колец (кинотрилогия)
Кинотрилогия «Властели́н коле́ц» (англ. The Lord of the Rings; 2001—2003) — снятая режиссёром Питером Джексоном серия из связанных единым сюжетом кинофильмов, представляющая собой экранизацию одноимённого романа Дж. Р. Р. Толкина.
В трилогию входят фильмы:
- 2001 — Властелин колец: Братство Кольца (англ. The Lord of the Rings: The Fellowship of the Ring)
- 2002 — Властелин колец: Две крепости (англ. The Lord of the Rings: The Two Towers)
- 2003 — Властелин колец: Возвращение короля (англ. The Lord of the Rings: The Return of the King)

Хронологическая предыстория трилогии «Властелин колец» — кинотрилогия «Хоббит».
«Властелин колец» является одним из самых крупных проектов в истории кино. Его реализация заняла восемь лет; все три фильма были сняты одновременно в Новой Зеландии, родной стране Питера Джексона. У каждого из фильмов трилогии есть специальная расширенная версия, выпущенная на DVD спустя год после выхода соответствующей театральной версии. Фильмы следуют за основной сюжетной линией книги, но опускают некоторые существенные элементы повествования, включают дополнения и отклонения от исходного материала.
Сюжет трилогии следует за хоббитом Фродо Бэггинсом, который идёт в поход вместе с Братством Кольца с целью уничтожения Кольца Всевластия. Это необходимо для победы над его создателем, Тёмным Властелином Сауроном, задумавшим захват Средиземья. Братство распадается, и Фродо продолжает путешествие вместе с Сэмом и Голлумом. Тем временем его товарищи, Арагорн, Леголас, Гимли и Гэндальф объединяют Свободные народы Средиземья для противостояния Саурону в Войне Кольца.
Трилогия имела большой финансовый успех и является одной из самых прибыльных серий фильмов. Фильмы были положительно приняты критиками и выиграли 17 премий «Оскар» из 30 номинаций. Заключительный фильм трилогии, «Возвращение короля», получил все 11 «Оскаров», на которые был номинирован, что является рекордным количеством наград Американской киноакадемии для одного фильма (за всю историю столько же статуэток смогли получить только два фильма: «Бен-Гур» Уильяма Уайлера и «Титаник» Джеймса Кэмерона). Трилогия также известна широким использованием компьютерной графики, в частности, Голлум стал одним из первых персонажей в истории кино, полностью созданных с помощью технологии захвата движения.

## Сюжет франшизы

### Братство Кольца
Всё началось с отливки в эльфийском королевстве Эрегион во Вторую эпоху Колец власти. Три из них были отданы бессмертным эльфам, семь — пещерным гномам, а девять — королям людского рода. Но в пылающей пещере вулкана Ородруин Тёмный властелин Саурон, представитель духов майар, тайно выковал ещё одно — Единое кольцо, призванное подчинить себе все остальные. В этом Кольце была сосредоточена вся злоба и мощь повелителя Мордора, задумавшего положить конец свободе народов Средиземья и подчинить их себе навеки. Последний союз людей и эльфов выступил против армий Мордора. Королю Гондора Исильдуру, сыну короля Арнора Элендила Высокого, удалось отрубить Саурону палец и завладеть Кольцом. Но оно поработило его волю и сам король погиб во время орочьего нападения. Кольцо Всевластия было потеряно и пролежало на дне реки Андуин две с половиной тысячи лет. Затем оно попало в руки существа по имени Голлум, который обладал им в течение столетий, пока Кольцо не было найдено хоббитом Бильбо Бэггинсом — участником гномьей экспедиции на Эребор.
60 лет спустя Бильбо оставляет Кольцо своему племяннику Фродо. Узнав, что это то Кольцо, которое в своё время принадлежало Тёмному властелину, член ордена магов истари Гэндальф Серый предупреждает Фродо, что прислужники Саурона будут искать его. Фродо со своим слугой Сэмом покидают Шир. Гэндальф приходит в Изенгард за советом к магу Саруману Белому, который сообщает, что из крепости Минас Моргул на охоту за Кольцом выехали Чёрные Всадники. Сам же Саруман перешёл на сторону Мордора. Гэндальф отказывается присоединиться к нему и попадает в плен.
По дороге в Бри Фродо и Сэм случайно встречают хоббитов Пиппина и Мерри. Они едва не попадаются Чёрным Всадникам, но успевают в последний момент бежать из Шира. В трактире «Гарцующий пони» Фродо встречает следопыта Арагорна, который вызывается привести их в Ривенделл. Во время путешествия в руинах крепости Амон Сул назгулы нападают на хоббитов. Арагорн прогоняет их, но Фродо тяжело ранен моргульским клинком. Приехавшая эльфийка Арвен на быстром коне доставляет Фродо в Ривенделл и топит преследующих её назгулов в разбушевавшейся реке. Её отец, Владыка Элронд — хранитель одного из трёх эльфийских колец, исцеляет Фродо. Тем временем Гэндальф бежал из плена и прибыл в Ривенделл. На совете владыка Элронд требует уничтожить Кольцо, бросив его в пламя Роковой горы, где оно было выковано, которая находится в Мордоре. Фродо вызывается сделать это. Его готовы сопровождать Сэм, Пиппин, Мерри, Гэндальф и Арагорн, к которым присоединяются эльф Леголас, гном Гимли и Боромир — старший сын наместника Гондора. Элронд называет этот отряд Братством Кольца.
Во время перехода через подземные копи Мории на Братство, которое ранее обнаружили шпионы-вороны из Изенгарда, нападают орки и балрог, демон древних времён. Гэндальф обрушивает мост с балрогом в пропасть, но тот, обвив мага своим бичом, увлекает его за собой в бездну. Выйдя из пещер, отряд приходит в лес Лориэн, где их принимают правители, Келеборн и Галадриэль. Эльфы-галадрим снабжают путников всем необходимым и отправляют их в лодках по реке Андуин. Саруман высылает на их поиски отряд орков новосотворённого племени — урук-хай. На стоянке старший сын наместника Гондора требует от Фродо отдать ему Кольцо, чтобы спасти его народ. Фродо отказывается, Боромир пытается отнять Кольцо, но хоббит, став невидимым, ускользает от него. В это время отряд атакуют орки. Гимли и Леголас успевают на помощь Арагорну и слышат рог Боромира. Тот защищал хоббитов, но был смертельно ранен стрелами. Орки захватывают в плен Пиппина и Мерри. Арагорн, Гимли и Леголас решают преследовать орков и выручить друзей. Фродо и Сэм переплывают Андуин и направляются в Мордор.

### Две крепости
Братство распалось, и теперь каждому предстоит свой собственный путь. Хранитель Кольца Фродо Бэггинс в сопровождении верного Сэма Гэмджи отправляется вглубь зловещего Мордора. Ведь только там, в стране недремлющего Огненного Ока Саурона, можно уничтожить злосчастное «сокровище». Друзей преследует Голлум — существо, околдованное Кольцом много лет назад. Единственная цель бедолаги — завладеть своей «прелестью», и ради этого Голлум готов пойти даже на убийство хоббитов. Сэму и Фродо удаётся схватить злодея и заставить его поклясться на Кольце, что он не причинит им вреда и, более того, станет проводником в Чёрную страну.
Арагорн, Леголас и Гимли устремляются на поиски Мерри и Пиппина, захваченных орками Сарумана. Бывший белый маг, вступивший в союз с Тёмным властелином Мордора, создал собственных бойцов — огромных урук-хай. Путь бегущих в сторону Изенгарда орков пролегает через земли Рохана. Без отдыха и сна человек, эльф и гном преследуют урук-хаев в надежде, что хоббиты ещё живы. Никто не предполагает, что поиски приведут их в волшебный лес Фангорн, где они встретят того, чью гибель оплакивали.
Рохан готовится к войне. 10-тысячная армия урук-хаев, созданная Саруманом, устремляется к Хельмовой Пади — там, в ущелье, защищённом со всех сторон горными отрогами, прячется неприступная крепость Хорнбург. Женщины, старики и дети скрываются в глубоких пещерах, а на защиту цитадели выходят мужчины — мальчики, которым едва достанет сил натянуть лук, крестьяне, ни разу в жизни не державшие меч, и горстка воинов-рохирримов. В мрачном безмолвии ночи они ждут приближения врага, надвигающегося бесконечной чёрной рекой. Люди готовы дать последний бой, и никто не надеется дожить до рассвета.

### Возвращение Короля
Хоббиты Фродо и Сэм, используя Голлума в качестве проводника, продолжают путь к Ородруину. Фродо верит поклявшемуся в верности Голлуму. Но Сэм понимает, что Голлум попытается уничтожить их при первой возможности — он под властью Кольца. Голлум строит козни и всячески пытается поссорить хоббитов.
Тем временем, после победы в Хельмовой Пади, войско Теодена возвращается в Эдорас. В первую же ночевку Перегрин Тук крадет у Гэндальфа палантир, в котором видит Око Саурона. Чтобы спасти хоббита от Ока, Гэндальф увозит его в Минас-Тирит.
Войска Мордора под предводительством Короля-чародея, самого верного слуги Саурона, захватили Осгилиат, город, стоящий на реке Андуин, то есть, фактически, напали на Гондор. Саурон подозревал, что Кольцо находится в Гондоре. Он полагал, что Кольцо хотят использовать против него, а не уничтожить.
Следуя своему коварному плану, Голлум приводит хоббитов в пещеру гигантской паучихи Шелоб (порождения древней Унголиант). Шелоб ранит Фродо и парализует его ядом, но Сэму удается прогнать паучиху. Думая, что Фродо мертв, Сэм забирает Кольцо и решает продолжить путь. Проходивший мимо отряд орков захватывает Фродо, а спрятавшийся в пещере Шелоб Сэм узнаёт, что хозяин жив, и отправляется в крепость Кирит Унгол его выручать. Деля добычу, орки передрались друг с другом из-за мифриловой кольчуги Фродо, и хоббитам удалось вырваться на свободу. Сэм возвращает Фродо Кольцо, не успевшее подчинить себе его волю.
Тем временем силы Тьмы начали осаду Минас-Тирита. Использовались катапульты, а также таран под названием Гронд. В армии Саурона, кроме орков, были люди, тролли, мумаки, а главное — назгулы во главе с предводителем, Королём-Чародеем Ангмара. Назгулы летали на крылатых существах, похожих на драконов. Их присутствие и леденящие душу крики внушали ужас защитникам города.
Уже много веков с момента гибели последнего короля Гондором правили наместники. Последний из них, Дэнетор, был мудрым и сильным властителем, но его разум был ослаблен горем от известия о смерти старшего сына Боромира. Вдобавок его младший сын Фарамир, вернувшись со своими людьми из-за восточного берега Андуина, рассказывает отцу о встрече с Фродо и Сэмом и их странном проводнике Голлуме, а также об избранном ими опасном пути через перевал Кирит Унгол. То, что Фарамир упустил Кольцо Всевластья, приводит Дэнетора в ярость, и он посылает Фарамира отбить у орков Осгилиат, а фактически — на верную смерть, так как силы неравны. Отряд гибнет, Фарамир возвращается серьёзно раненым. Думая, что сын умер, а надежды на спасение Гондора нет, Дэнетор пытается устроить погребальный костёр для себя и своего сына, но благодаря Перегрину Туку, а также вмешательству Гэндальфа, Фарамир был спасён, но Дэнетор погиб. Руководство защитой города взял на себя Гэндальф.
Гэндальф, являясь одним из майар, был послан с Заокраинного Запада для помощи свободным народам Средиземья, но он мог лишь наставлять их в нелёгкой борьбе. Вступать в бой он мог только с равным себе соперником — им стал Король-Чародей.
Поначалу битва шла со значительным перевесом сил Саурона, которым удалось взломать оборону Минас Тирита и ворваться на его верхние уровни. Однако на рассвете подошли всадники Рохана, давние союзники Гондора. С ними были хоббит Мерри и Эовин, и ими был повержен Король-Чародей, которому в давние времена было сделано пророчество о том, что он падёт не от руки смертного мужа. Но при этом погиб также и король Рохана, Теоден, которого после той битвы назвали «Прославленным».
Силы Мордора не иссякали. В их поддержку должны были прийти чёрные корабли с пиратами Умбара; но прошедшие Путём Мертвых Арагорн, Леголас и Гимли, заручившиеся поддержкой Войска Мёртвых, перехватили корабли и пришли на помощь Минас-Тириту. Битва была выиграна силами Запада (а точнее, призраками, которые во исполнение древней клятвы повиновались Арагорну как королю Гондора). Арагорн, как и обещал, освободил Мёртвых от клятвы, и призраки исчезли.
После битвы на Пеленнорских полях состоялся Совет, на котором было принято невероятное решение — подойти всей оставшейся армией к воротам Мордора и вызвать Саурона на сражение. Без шансов на победу — только отвлечь Око и дать возможность Фродо исполнить миссию. Саурон не подозревал об этом плане и был уверен, что Кольцо используют в грядущем сражении.
Измученные хоббиты добираются до подножия Ородруина, и, когда у Фродо не хватает сил идти, Сэм на своих плечах поднимает его на гору. У самой расщелины на хоббитов нападает Голлум, но уже не может помешать им.
Стоя на краю пропасти, Фродо понимает, что не может уничтожить Кольцо, надевает его и объявляет своим. Неожиданная развязка наступает с появлением Голлума, который отнимает Кольцо, откусив Фродо палец. Фродо после недолгой борьбы сталкивает Голлума в жерло Ородруина, сам падает в пропасть, но удерживается за скалу. Подоспевший Сэм вытаскивает друга. Таким образом Кольцо было уничтожено.
С уничтожением Кольца цитадель Саурона разрушилась, а войско Мордора обратилось в бегство. Началось извержение вулкана Ородруин. На помощь Фродо и Сэму приходят Орлы, вынесшие их из пылающей лавы.
Арагорн становится королём Гондора и женится на эльфийской принцессе Арвен. Хоббиты возвращаются в Шир. Сэм женится на Рози Коттон. Фродо одолевают приступы болезни, вызванной слишком долгим контактом с Кольцом. Постепенно он понимает, что не сможет вернуться к обычной жизни, и решает использовать дарованную им с Бильбо возможность — уйти вместе с эльфами на Запад. Мерри, Пиппин и Сэм провожают их в Гавань; на том же корабле покидают Средиземье Гэндальф, Галадриэль и Элронд.

## Развитие проекта

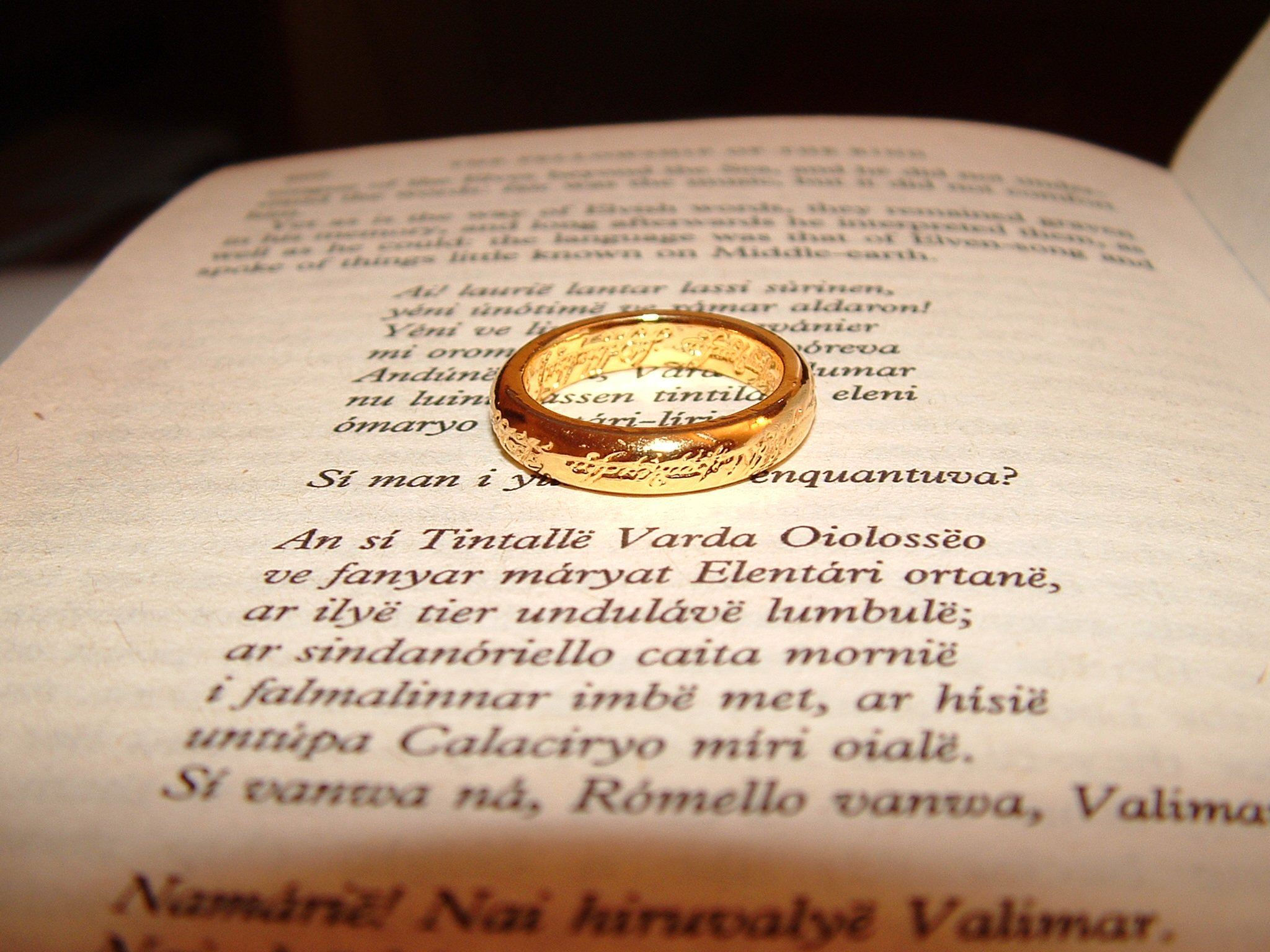
Страница из романа с копией Кольца.

Знакомство Питера Джексона с «Властелином колец» произошло во время просмотра одноимённого мультфильма Ральфа Бакши. Впоследствии он прочёл книгу во время двенадцатичасовой поездки в поезде из Веллингтона в Окленд.
Джексон рассматривал возможность экранизации романа с 1995 года. С учётом развития CGI после выхода «Парка юрского периода» Джексон приступил к планированию фэнтезийного фильма, который был бы относительно серьёзным и реалистичным. К октябрю он и его жена Фрэн Уолш объединились с владельцем Miramax Films Харви Вайнштейном для переговоров с Саулом Зейнцем, который обладал правами на книгу с начала 1970-х, с целью экранизации «Хоббита» и двух фильмов, основанных на «Властелине колец». Переговоры остановились, так как Universal Studios предложила Джексону снять ремейк «Кинг-Конга». В дальнейшем оказалось, что Зейнц не имел прав на экранизацию «Хоббита». К апрелю 1996 года всё ещё не был решён вопрос о правах.
Когда Universal отменила проект «Кинг-Конг» в 1997 году, Джексон сразу получил поддержку Вайнштейна и начал шестинедельный процесс разбирательства в принадлежности прав. Джексон попросил своего друга, режиссёра Косту Боутса, написать синопсис книги, сам же начал перечитывать роман. Два-три месяца спустя Джексон и Уолш написали свой проект сценария. Первый из фильмов должен был закончиться на смерти Сарумана и отправлении Гэндальфа с Пиппином в Минас Тирит. В этом проекте Гваихир и Гэндальф посещают Эдорас после побега из Ортханка, Бильбо принимает участие в Совете Элронда, Голлум нападает на Фродо, когда Братство ещё не распалось, Сэм смотрит в Зеркало Галадриэль; присутствуют фермер Мэггот, Глорфиндел, Радагаст, Элладан и Элрохир. Они представили свой проект Харви и Бобу Вайнштейну и согласовали создание двух фильмов с бюджетом 75 миллионов долларов.
В середине 1997 года Джексон и Уолш начали писать сценарий вместе со Стивеном Синклером. Партнёр Синклера, Филиппа Бойенс, присоединилась к авторам после прочтения их проекта. Потребовалось 13—14 месяцев, чтобы написать сценарии к двум фильмам, которые составили 147 и 144 страницы соответственно. Синклер впоследствии оставил проект в связи с театральными обязательствами. В соответствии со сценарием пребывание Гэндальфа в Ортханке показано во флешбэке, был вырезан Лориэн, но при этом Галадриэль присутствует в Ривенделле. Дэнетор посещает Совет со своим сыном, а Арвен должна была убить Короля-колдуна.
Проблемы начались в связи с невозможностью для Miramax полностью финансировать проект, но, с учётом того, что уже было потрачено 15 миллионов долларов, было решено слить два фильма в один. 17 июня 1998 года Боб Вайнштейн представил проект сценария для единственного двухчасового фильма. Он предложил вырезать Бри и Битву в Хельмовой Пади, объединить Рохан и Гондор, сократить сцены в Ривенделле и Мории; Эовин же должна была стать сестрой Боромира. Расстроенный идеей «вырезания половины хорошего материала» Джексон отклонил этот сценарий, и Miramax заявила, что любая работа, сделанная Weta Workshop, принадлежит ей. В течение четырёх недель Джексон показал 35-минутное видео их работы различным голливудским компаниям прежде, чем встретиться с Марком Ордески из New Line Cinema. В New Line Cinema продюсер Роберт Шэй посмотрел видео и спросил, почему они работали над двумя фильмами, тогда как книга была издана в трёх частях; он хотел снять трилогию. Теперь Джексон, Уолш и Бойенс должны были написать три новых сценария.
Расширение в три фильма значительно увеличило творческую свободу сценаристов, хотя они должны были соответствующим образом переписать свой сценарий. Три фильма не соответствуют точно трём частям книги, а скорее представляют собой трёхчастную адаптацию. Путешествие Фродо — основная сюжетная линия, Арагорн — главная из других сюжетных линий, и некоторые эпизоды (такие, как Том Бомбадил и очищение Шира), которые не способствуют развитию этих двух линий, не были включены. Даже во время съёмок сценарий продолжал развиваться, частично благодаря содействию актёров, изучающих образы своих персонажей. Самым известным среди таких переписываний является персонаж Арвен, которая первоначально должна была стать принцессой-воительницей, но впоследствии сценаристы вернулись к её книжному варианту.
Для обучения актёров владению мечом был приглашён известный фехтовальщик Боб Андерсон. Его роль в трилогии «Властелин колец» была показана в фильме «Reclaiming the Blade». В этом документальном фильме об искусстве владения мечом также присутствуют актёры Вигго Мортенсен и Карл Урбан, иллюстратор «Властелина колец» Джон Хау и глава Weta Workshop Ричард Тэйлор.

## Создание

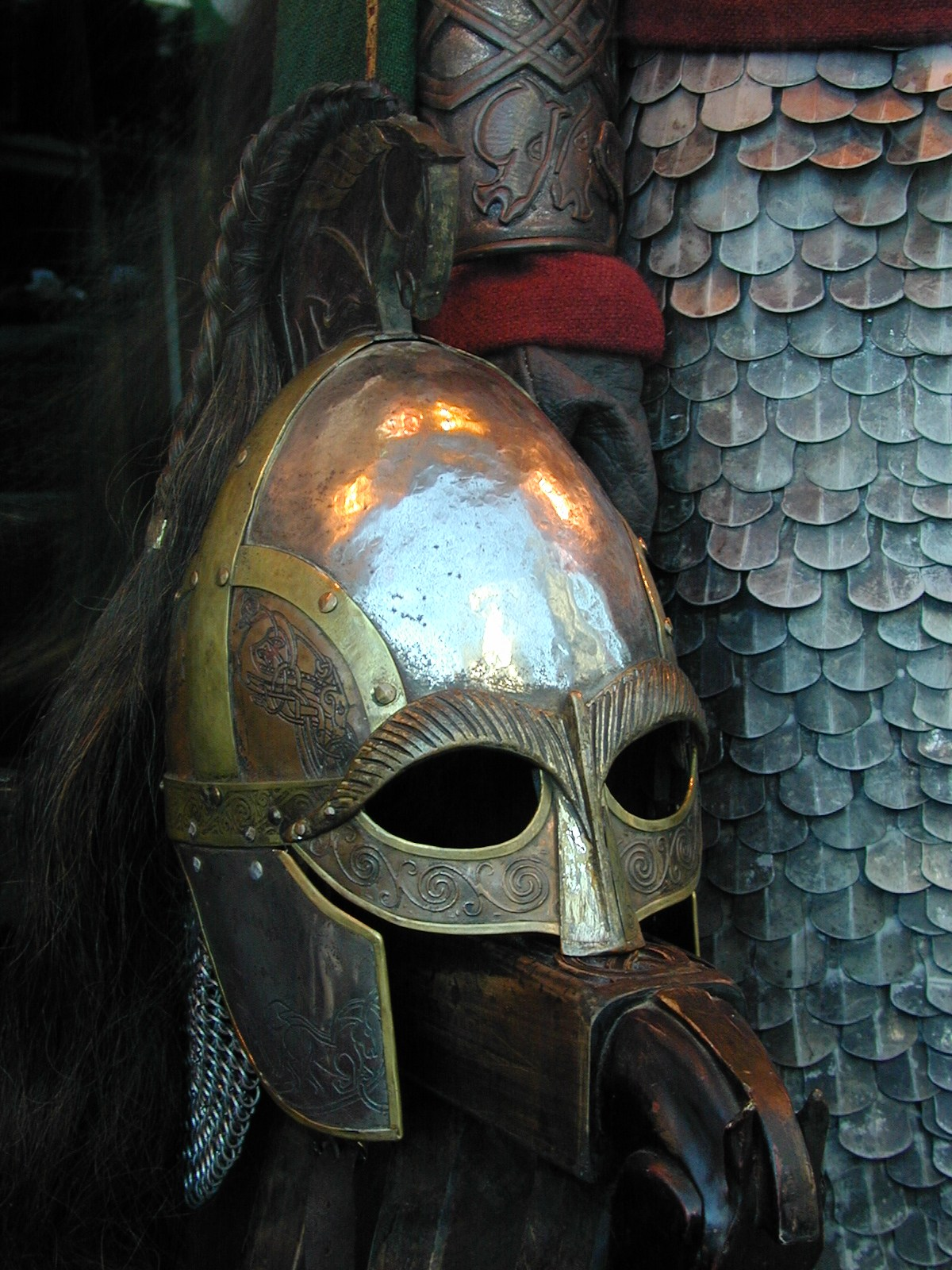
Роханский шлем и доспех из кинотрилогии

Джексон пригласил своего давнего сотрудника Ричарда Тейлора для работы его компании Weta Workshop с пятью элементами дизайна: оружие, доспехи, грим, существа и миниатюры. В ноябре 1997 года знаменитые иллюстраторы Толкина Алан Ли и Джон Хау присоединились к проекту. Большинство образов в фильмах основано на созданных ими изображениях. Художник-постановщик Грант Мейджор получил задачу преобразования проектов Ли и Хау в архитектуру, создания моделей декораций, в то время как Дэн Хенна работал художественным руководителем, разведывая возможные места съёмок и организовывая строительство декораций.
Режиссёрское видение Средиземья было основано на подробном реализме и историческом подходе к фэнтези, на желании сделать мир рациональным и правдоподобным. К примеру, новозеландская армия помогала в строительстве Хоббитона за месяцы до начала съёмок, и растения успели вырасти в необходимый срок. Все существа создавались биологически правдоподобными, в частности крылатая тварь имеет огромные крылья для возможности полёта. Weta Workshop создала 48 000 частей брони, 500 луков и 10 000 стрел. Также было изготовлено 1800 ступней хоббитов для главных актёров, множество искусственных ушей, носов и голов. Было соткано и состарено около 19 000 костюмов.

## Съёмки
Съёмочный процесс всех трёх фильмов проходил одновременно во многих местностях, в том числе в заповедниках и национальных парках Новой Зеландии, в течение 438 дней (с 11 октября 1999 года по 22 декабря 2000 года). Дополнительные съёмки проводились каждый год с 2001 по 2004 годы. Трилогию снимали семь съёмочных групп в более чем 150 различных местах, а также в павильонах около Веллингтона и Куинстауна. Из-за отдалённости некоторых местностей команда брала с собой комплекты для выживания на тот случай, если вертолёты не смогут достигнуть их местонахождения. Новозеландский департамент сохранения был раскритикован за то, что одобрил съёмку в национальных парках без рассмотрения возможности неблагоприятного воздействия на окружающую среду и без уведомления общественности.

## Актёры и персонажи
Далее следует список актёров, которые сыграли или озвучили своих персонажей в режиссёрской версии трилогии.
| Персонаж                   | Фильм                                                   | Фильм                         | Фильм                               |
| Персонаж                   | Властелин колец: Братство Кольца                        | Властелин колец: Две крепости | Властелин колец: Возвращение короля |
| Братство Кольца            | Братство Кольца                                         | Братство Кольца               | Братство Кольца                     |
| -------------------------- | ------------------------------------------------------- | ----------------------------- | ----------------------------------- |
| Фродо Бэггинс              | Элайджа Вуд                                             | Элайджа Вуд                   | Элайджа Вуд                         |
| Арагорн                    | Вигго Мортенсен                                         | Вигго Мортенсен               | Вигго Мортенсен                     |
| Гэндальф Серый/Белый       | Иэн Маккеллен                                           | Иэн Маккеллен                 | Иэн Маккеллен                       |
| Сэмуайз Гэмджи             | Шон Эстин                                               | Шон Эстин                     | Шон Эстин                           |
| Леголас                    | Орландо Блум                                            | Орландо Блум                  | Орландо Блум                        |
| Мериадок "Мерри" Брендибак | Доминик Монаган                                         | Доминик Монаган               | Доминик Монаган                     |
| Перегрин "Пиппин" Тук      | Билли Бойд                                              | Билли Бойд                    | Билли Бойд                          |
| Гимли                      | Джон Рис-Дэвис                                          | Джон Рис-Дэвис                | Джон Рис-Дэвис                      |
| Боромир                    | Шон Бин                                                 | Шон Бин                       | Шон Бин                             |
| Шир и Бри                  |                                                         |                               |                                     |
| Бильбо Бэггинс             | Иэн Холм                                                |                               | Иэн Холм                            |
| Миссис Бресгайрдл          | Лори Дунгей                                             |                               |                                     |
| Барлиман Баттербур         | Дэвид Уитерлей                                          |                               |                                     |
| Рози Коттон                | Сара Маклеод                                            |                               | Сара Маклеод                        |
| Хэмфаст Гэмджи             | Норман Форси                                            |                               |                                     |
| Элеанор Гэмджи             |                                                         |                               | Александра Эстин                    |
| Привратник Бри             | Мартин Сэндерсон                                        |                               |                                     |
| Фермер Мэггот              | Кэмерон Роудс                                           |                               |                                     |
| Старый Ноукс               | Билл Джонсон                                            |                               |                                     |
| Эверард Проудфут           | Ноэль Эпплеби                                           |                               | Ноэль Эпплеби                       |
| Миссис Проудфут            | Мэган Эдвордс                                           |                               |                                     |
| Отто Саквилль-Бэггинс      | Питер Корриган                                          |                               |                                     |
| Лобелия Саквилль-Бэггинс   | Элизабет Муди                                           |                               |                                     |
| Тэд Сэндиман               | Брайан Сергент                                          |                               |                                     |
| Ривендел и Лотлориэн       |                                                         |                               |                                     |
| Арвен                      | Лив Тайлер                                              | Лив Тайлер                    | Лив Тайлер                          |
| Владыка Элронд             | Хьюго Уивинг                                            | Хьюго Уивинг                  | Хьюго Уивинг                        |
| Галадриэль                 | Кейт Бланшетт                                           | Кейт Бланшетт                 | Кейт Бланшетт                       |
| Владыка Келеборн           | Мартон Чокаш                                            |                               | Мартон Чокаш                        |
| Халдир                     | Крэйг Паркер                                            | Крэйг Паркер                  |                                     |
| Кирдан Корабел             | Майкл Элсворт                                           |                               | Майкл Элсворт                       |
| Румил                      | Джорн Бензон                                            |                               |                                     |
| Фигвит                     | Брет Маккензи                                           |                               | Брет Маккензи                       |
| Рохан и Гондор             |                                                         |                               |                                     |
| Теоден                     |                                                         | Бернард Хилл                  | Бернард Хилл                        |
| Эовин                      |                                                         | Миранда Отто                  | Миранда Отто                        |
| Фарамир                    |                                                         | Дэвид Уэнем                   | Дэвид Уэнем                         |
| Дэнетор                    |                                                         | Джон Ноубл                    | Джон Ноубл                          |
| Эомер                      |                                                         | Карл Урбан                    | Карл Урбан                          |
| Древобород                 |                                                         | Джон Рис-Дэвис (голос)        | Джон Рис-Дэвис (голос)              |
| Алдор                      |                                                         | Брюс Олпресс                  |                                     |
| Берег                      |                                                         | Рэй Трикетт                   |                                     |
| Гамлинг                    |                                                         | Брюс Хопкинс                  | Брюс Хопкинс                        |
| Гримбольд                  |                                                         |                               | Брюс Филлипс                        |
| Дамрод                     |                                                         |                               | Элистэр Браунинг                    |
| Иролас                     |                                                         |                               | Иэн Хьюгс                           |
| Король мёртвых             |                                                         |                               | Пол Норелл                          |
| Мадрил                     |                                                         | Джон Бах                      | Джон Бах                            |
| Морвен                     |                                                         | Робин Малкольм                |                                     |
| Теодред                    |                                                         | Пэрис Хоу Стрю                |                                     |
| Фреда                      |                                                         | Оливия Теннет                 |                                     |
| Хама                       |                                                         | Джон Ли                       |                                     |
| Халет                      |                                                         | Калум Гиттинс                 |                                     |
| Эльдарион                  |                                                         |                               | Сэдвин Брофи                        |
| Эотайн                     |                                                         | Сэм Комери                    |                                     |
| Изенгард и Мордор          |                                                         |                               |                                     |
| Смеагол/Голлум             | Энди Серкис                                             | Энди Серкис                   | Энди Серкис                         |
| Саруман Белый              | Кристофер Ли                                            | Кристофер Ли                  | Кристофер Ли                        |
| Грима Гнилоуст             |                                                         | Брэд Дуриф                    | Брэд Дуриф                          |
| Саурон                     | Сала Бейкер                                             |                               | Сала Бейкер                         |
| Король-чародей Ангмара     | Шэйн Ранги Брент Макинтайр (дублёр) Энди Серкис (голос) |                               | Лоуренс Макор Энди Серкис (голос)   |
| Горбаг                     |                                                         |                               | Стефан Уре                          |
| Готмог                     |                                                         |                               | Лоуренс Макор Энди Серкис (голос)   |
| Гришнак                    |                                                         | Стефан Уре                    |                                     |
| Единое кольцо              | Алан Ховард (голос)                                     |                               | Алан Ховард (голос)                 |
| Луртц                      | Лоуренс Макор                                           |                               |                                     |
| Маухур                     |                                                         | Робби Магасива                |                                     |
| Снага                      |                                                         | Джед Брофи                    |                                     |
| Углук                      |                                                         | Нэтаниэл Лис                  |                                     |
| Голос Саурона              |                                                         |                               | Брюс Спенс                          |
| Шаграт                     |                                                         |                               | Питер Тейт                          |
| Шарку                      |                                                         | Джед Брофи                    |                                     |
| Исторические личности      |                                                         |                               |                                     |
| Деагол                     |                                                         |                               | Томас Робинс                        |
| Элендил                    | Питер МакКензи                                          |                               |                                     |
| Гил-Галад                  | Марк Фергюсон                                           |                               |                                     |
| Исильдур                   | Гарри Синклер                                           |                               | Гарри Синклер                       |

## Съёмочная группа
| Роль       | Фильм                                        | Фильм                                                        | Фильм                                        |
| Роль       | Братство кольца                              | Две крепости                                                 | Возвращение короля                           |
| ---------- | -------------------------------------------- | ------------------------------------------------------------ | -------------------------------------------- |
| Режиссёр   | Питер Джексон                                | Питер Джексон                                                | Питер Джексон                                |
| Продюсер   | Питер Джексон, Фрэнсис Уолш, Майкл Линн      | Питер Джексон, Фрэнсис Уолш, Майкл Линн                      | Питер Джексон, Фрэнсис Уолш, Майкл Линн      |
| Сценарист  | Фрэнсис Уолш, Филиппа Бойенс и Питер Джексон | Фрэнсис Уолш, Филиппа Бойенс, Стивен Синклер и Питер Джексон | Фрэнсис Уолш, Филиппа Бойенс и Питер Джексон |
| Композитор | Говард Шор                                   | Говард Шор                                                   | Говард Шор                                   |
| Оператор   | Эндрю Лесни                                  | Эндрю Лесни                                                  | Эндрю Лесни                                  |

## Постпроизводство

### Монтаж

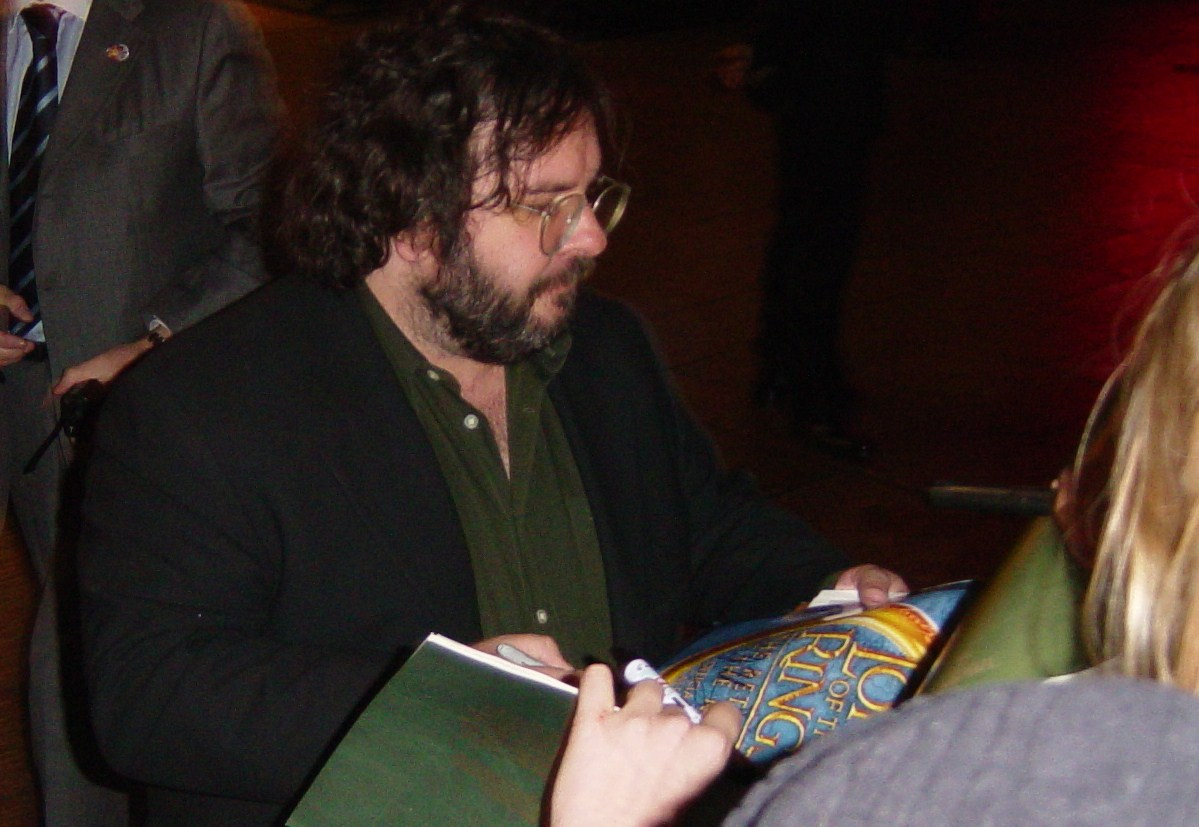
Питер Джексон в декабре 2003 года

Джексон приглашал разных монтажёров для каждого фильма. Джон Гилберт работал над первым фильмом, Майкл Хортон — над вторым, и Джэми Селкирк — над третьим. «Две крепости» всегда признавались создателями самым сложным фильмом для монтажа, так как «у него не было начала и конца», и была дополнительная проблема совмещения разных сюжетных линий. Джексон продолжал редактировать фильм даже после официального окончания монтажного периода, в результате несколько сцен, включая перековку Нарсила, предысторию Голлума и гибель Сарумана, были перемещены в «Возвращение короля». Позже гибель Сарумана была вырезана из фильма (но включена в расширенную версию), потому что Джексон чувствовал, что эта сцена может затянуть начало третьего фильма. Как и все этапы постпродакшна третьего фильма, монтаж был очень хаотичным — режиссёр впервые увидел законченный фильм только на премьере в Веллингтоне.
Некоторые снятые сцены не были использованы даже в режиссёрской версии. Рекламный материал для «Братства Кольца» содержал нападение на Лотлориэн морийских орков после того, как Братство покидает Морию. Также были вырезаны некоторые сцены, упоминавшиеся в книге, в том числе Фродо, осматривающий территории Средиземья на Амон Хене, расширенный Совет Элронда, и новая сцена с нападением урук-хая на Фродо и Сэма на берегу Андуина. В «Две крепости» не вошёл эпизод, в котором Элронд и Арвен посещают Галадриэль в Лотлориэне; Арвен впоследствии должна была привести отряд эльфов в Хельмову Падь. Эта сцена и флэшбек первой встречи Арагорна с Арвен были вырезаны во время пересмотра сценария фильма; появление эльфов было объяснено мысленным общением между Элрондом и Галадриэлью. Эовин должна была защитить беженцев в Сверкающих пещерах от вторгшихся туда урук-хаев, тогда как у Фарамира должно было быть видение Фродо, который становится подобным Голлуму. У Фродо и Сэма также был эпизод, где они сражаются в Осгилиате. Для «Возвращения короля» были сняты две сцены из книги: Сэм, использующий фиал Галадриэль для того, чтобы пройти мимо Стражей в Кирит Унголе и эпилог, включающий отплытие Леголаса и Гимли, свадьбу Фарамира с Эовин и смерть Арагорна. Саурон должен был сражаться с Арагорном возле Чёрных врат, но Джексон решил, что эта сцена будет неуместной, и Саурона заменили на тролля. Чтобы дать смысл убийству Леголасом Гримы, Саруман должен был сказать, что Грима отравил Теодреда. Питер Джексон заявил, что хотел бы включить некоторые из этих неиспользованных сцен в будущем «Окончательном издании» трилогии.

### Музыка
Для написания музыки к фильмам трилогии в августе 2000 года был приглашён канадский композитор Говард Шор. Он создал большое количество музыкальных тем для различных персонажей, культур и стран — существуют, к примеру, темы для Шира, Гондора, Рохана и Братства Кольца. Музыка главным образом исполнена Лондонским филармоническим оркестром при участии таких исполнителей, как Бен Дель Маестро, Эния, Рене Флеминг, Джеймс Голуэй, Энни Леннокс и Эмилиана Торрини. Песни также исполняли актёры Билли Бойд, Вигго Мортенсен, Иэн Холм, Доминик Монаган, Иэн Маккеллен, Лив Тайлер и Миранда Отто. Фрэн Уолш и Филиппа Бойенс написали слова для хора и песен, которые Дэвид Сало перевёл на языки Толкина. Заключительная песня третьего фильма, «Into the West», была посвящена молодому режиссёру Кэмерону Дункану, который умер от рака в 2003 году. Почти весь фильм сопровождается той или иной музыкой.

### Визуальные эффекты
Количество сцен со спецэффектами возрастало с каждым фильмом: в первом фильме их было 540, во втором — 799, и в третьем — 1488 (всего — 2730). Всего сцен со спецэффектами в режиссёрской версии трилогии 3420. Первоначально 260 художников по визуальным эффектам начали работу над трилогией, а ко второму фильму их число удвоилось. Команда во главе с Джимом Ригелом и Рэнди Куком приложила много усилий, чтобы доработать спецэффекты в пределах короткого промежутка времени. Например, несколько главных кадров Хельмовой Пади были созданы в течение последних шести недель постпродакшна «Двух крепостей», подобная ситуация произошла и во время производства «Возвращения короля».

## Выход в прокат
27 апреля 2000 года вышло онлайн-превью трилогии, которое установило новый рекорд количества загрузок — в первые 24 часа после выпуска ролик был загружен 1,7 млн раз. В 2001 году на Каннском кинофестивале показали 24-минутную видеозапись из первого фильма, в которую вошли преимущественно эпизоды в Мории. Этот показ также включал павильон, оформленный в стиле Средиземья.
«Властелин колец: Братство Кольца» вышел в прокат 19 декабря 2001 года. В первый уик-энд в США фильм заработал $47 млн, а всего собрал $871 млн. В кинотеатрах перед заключительными титрами было включено превью «Двух крепостей». Позже был выпущен трейлер второй части, содержащий музыку из фильма «Реквием по мечте». «Властелин колец: Две крепости» вышел в прокат 18 декабря 2002 года. Фильм получил $62 млн в первый американский уик-энд и обогнал своего предшественника, собрав в мировом прокате $926 млн. Трейлер «Возвращения короля» был впервые показан перед фильмом New Line Cinema «Подержанные львы» 23 сентября 2003 года. После премьеры фильма 17 декабря 2003 года его сборы в первый американский уик-энд составили $72 млн; в конечном итоге «Властелин колец: Возвращение короля» стал вторым фильмом в истории, собравшим в прокате более 1 миллиарда долларов.

## Реакция

### Сборы
Рекламный онлайн-трейлер трилогии был впервые выпущен 27 апреля 2000 года и установил новый рекорд по количеству загрузок в 1,7 миллиона просмотров за первые 24 часа. В трейлере среди прочего использовался отрывок из саундтрека к фильмам «Храброе сердце» и «Побег из Шоушенка». В 2001 году на 54-м Каннском кинофестивале были показаны кадры на 24-минуты, в первую очередь сцены Средиземья и Мории, которые были очень хорошо приняты.
«Братство Кольца» был выпущен 19 декабря 2001 года. В первые выходные в США он собрал 47,2 миллиона долларов, а по всему миру — более 897 миллионов долларов. Трейлер фильма «Две крепости» был показан после титров. Позже был выпущен рекламный трейлер, содержащий переработанную музыку из фильма «Реквием по мечте». «Две башни» были выпущены 18 декабря 2002 года. За первые выходные в США фильм собрал 62 миллиона долларов и превзошёл своего предшественника, собрав более чем 947 миллионов долларов по всему миру. Трейлер «Возвращение короля» был показан исключительно перед фильмом New Line Cinema «Подержанные львы» 23 сентября 2003 года. «Возвращение короля» вышел 17 декабря 2003 года, собрав за выходные в США 72,6 миллиона долларов, и он стал вторым фильмом после «Титаника» (1997), собравшим во всем мире более 1 миллиарда долларов.
| Фильм                                 | Дата выхода          | Бюджет       | Кассовые сборы | Кассовый рейтинг | Ссылка |
| ------------------------------------- | -------------------- | ------------ | -------------- | ---------------- | ------ |
| «Властелин колец: Братство Кольца»    | 19 декабря 2001 года | $93 000 000  | $871 530 324   | № 41             | [ 42 ] |
| «Властелин колец: Две крепости»       | 18 декабря 2002 года | $94 000 000  | $926 047 111   | № 34             | [ 43 ] |
| «Властелин колец: Возвращение короля» | 17 декабря 2003 года | $94 000 000  | $1 119 929 521 | № 12             | [ 44 ] |
| Всего                                 | Всего                | $281 000 000 | $2 917 506 956 |                  |        |

Собрав в общей сложности ок. 2,92 миллиарда долларов, «Властелин колец» является самой кассовой кинотрилогией всех времён. Трилогия также повторила рекорд «Бен-Гура» и «Титаника» по количеству премий «Оскар» для одного фильма, выиграв одиннадцать «Оскаров» с «Возвращением короля».

### Критика в обществе
Трилогия «Властелин колец» получила широкое признание и считается одной из величайших кинотрилогий, когда-либо созданных. Кеннет Туран из Los Angeles Times написал, что «трилогия не скоро, если вообще когда-либо, найдет себе равных». Тодд Маккарти из Variety назвал эти фильмы «одним из самых амбициозных и феноменально успешных проектов мечты всех времен». «Братство Кольца» было признано величайшим фэнтезийным фильмом всех времен по результатам опроса читателей, проведенного американским журналом Wired в 2012 году, а «Две башни» и «Возвращение короля» заняли четвёртое и третье места соответственно. The Independent поставила трилогию «Властелин колец» на 2-е место в своем списке «10 величайших кинотрилогий всех времен». Трилогия «Властелин колец» занимает 2-е место в списке /Film «15 величайших трилогий всех времен», а Empire поставила её на 1-е место в своем списке «33 величайших кинотрилогии».
Сериал фигурирует в списке «Ассоциации кинокритиков Далласа и Форт-Уэрта: 10 лучших фильмов», «100 фильмов за все время по версии Time» и «100 лучших фильмов Джеймса Берардинелли». В 2007 году USA Today назвал фильм самым важным фильмом за последние 25 лет. Entertainment Weekly поместил её в свой список «лучших» на конец десятилетия, заявив: «Вынести заветную книгу на большой экран? Ничего страшного. Трилогия Питера Джексона — или, как мы любим её называть, наша драгоценность — оказала непреодолимое притяжение как на продвинутых говорящих на эльфийском языке, так и на неофитов». Paste назвал его одним из 50 лучших фильмов десятилетия (2000—2009), заняв 4-е место. В другом списке журнала Time сериал занимает второе место в «Лучших фильмах десятилетия». Кроме того, шесть персонажей и их соответствующие актёры вошли в список «100 величайших киногероев», также составленный Empire, где Вигго Мортенсен в роли Арагорна занял 15-е место, Иэн Маккеллен в роли Гэндальфа занял 30-е место, Иэн Холм в роли Бильбо Бэггинс (совместно с Мартином Фриманом за его изображение того же персонажа в фильмах «Хоббит») занимает 61-е место, Энди Серкис в роли Голлума занимает 66-е место, Шон Эстин в роли Сэма Гэмджи занимает 77-е место, а Орландо Блум в роли Леголаса в рейтинге № 94. Актёрскую игру Иэна Маккеллена, Шона Эстина, Энди Серкиса и Вигго Мортенсена выделяли многие участники опросов на IMDb, также хорошие отзывы получили спецэффекты в битвах и Голлум.

### Критика в индустрии
Фильмы получили признание в индустрии, в том числе от режиссёров Стивена Спилберга, Джеймса Кэмерона и Джорджа Лукаса. Джон Бурман, работавший над сценарием для фильма «Властелин колец», сказал, что он счастлив, что его версия не была снята, поскольку трилогия фильмов Джексона имела «такой размах и масштаб, что её можно сравнить только со строительством великих готических соборов». Форрест Дж. Акерман, в прошлом работавший над трактовкой сценария и снявшийся в «Инопланетное рагу» Джексона, сказал, что его презентация «никогда не могла достигнуть такого великолепия, как у Питера Джексона». Артур Рэнкин сказал, что Джексон снимает «замечательные фильмы».
Некоторые критики и режиссёры негативно высказались о трилогии. Хайнц Эдельманн, выдвинувший идею анимационного фильма, когда United Artists рассматривали возможность съемок фильмов с «Битлз», сказал, что у фильма «плохая режиссура». Ральф Бакши снял анимационный фильм «Властелин колец», сцены из которого воссоздал Джексон в первой половине трилогии. Он знал, что фильмы Джексона сохранили сцены из его работы. До премьеры фильмов Бакши сказал, что «не понимает этого», но «хочет, чтобы это был хороший фильм». Позже он умолял Сола Зэнца за то, что тот не уведомил его о фильме с живыми актёрами, и сказал, что Джексону нужно изучить свой фильм, и поэтому ему «немного легче, чем было мне». Впоследствии Бакши был очень недоволен и писал, что Джексон «не понимал» Толкина и создал «мусор со спецэффектами» для продажи игрушек, а фильм был производным от его собственного мультфильма. Бакши обвинил Джексона в том, что он не стал признавать влияние, которое мультфильм оказал на его фильм, заявив (ложно), что Джексон вообще отрицал, что видел работу Бакши, пока его не заставили упомянуть Бакши, и только после этого (по словам Бакши) Джексон упомянул влияние Бакши лишь один раз" как «пиар». Тем не менее, он похвалил спецэффекты Джексона и в 2015 году даже извинился за некоторые свои замечания. Аниматор Бакши Майк Плуг и писатель Питер Бигл высоко оценили фильм Джексона.
Некоторые критики не настолько высоко оценивали трилогию, в частности, Роджер Эберт дал фильмам приличную оценку (3/4 — для первых двух фильмов и 3,5/4 — для третьего) и отметил спецэффекты, но критиковал сюжет, и ни один из фильмов не появился в его списках «лучших 10» соответствующих лет.

### Авторские права
Негативно высказался о серии фильмов Кристофер Толкин, младший сын Дж. Р. Р. Толкина, тоже английский писатель и лингвист, создавший, после смерти отца, по его черновикам, несколько «Приложений» о Средиземье. Родственники и потомки Толкина с самого начала негативно отнеслись к идее экранизации книги. Но так как автор продал права в 1968 году за $15 000, они никак не могли повлиять на ход съёмок. Лишь только внук Толкина, Саймон, выступил в поддержку экранизации, что сразу привело к ухудшению его отношений с другими родственниками. Кристофер, как директор компании Tolkien Estate, распоряжался правами на произведения своего отца. В 2003 году он подал в суд на New Line по авторским отчислениям. Продюсеры утверждали, что сами фильмы не были прибыльными, так что никакого процента Tolkien Estate не полагается. В 2009 году продюсеры выплатили наследникам Толкина 7,5 % от общих сборов. Кристофер высказался о фильме в интервью: «Они распотрошили книгу, сделав боевик для 15-25 летних. И похоже, что „Хоббит“ будет таким же. Толкин был… поглощен своей популярностью и поглощен абсурдностью этого времени. Увеличился разрыв между красотой, серьёзностью работы, и то, чем оно стало, выше моего понимания. Такой уровень маркетинга сводит на нет эстетическую и философскую значимость всего произведения».

### Оценки
На Rotten Tomatoes трилогия получила положительный 94%-й средний рейтинг от критиков — 91 %, 96 % и 95 % соответственно, что возводит её в число самых рейтинговых кинотрилогий наряду с «Историей игрушек» (первые два фильма получили 100 %, третий — 99 %), трилогией об Апу (97 %, 93 % и 100 %), Долларовой трилогией (98 %, 93 %, 97 %) и оригинальной трилогией «Звёздных войн» (94 %, 97 % и 79 %). Metacritic, основываясь на своём рейтинге для каждого фильма (92 %, 88 %, 94 %), причисляет «Властелин колец» к наиболее приветствуемым критиками трилогиям. Каждый фильм помещён в топ—100 Списка лучше всего рецензированных фильмов Metacritic.
| Фильм                                 | Rotten Tomatoes     | Rotten Tomatoes     | Metacritic       | Cinemascore |
| Фильм                                 | Всего               | Лучшие критики      | Metacritic       | Cinemascore |
| ------------------------------------- | ------------------- | ------------------- | ---------------- | ----------- |
| «Властелин колец: Братство Кольца»    | 91 % (229 рецензий) | 93 % (49 рецензий)  | 92 (34 рецензии) | A−          |
| «Властелин колец: Две крепости»       | 95 % (252 рецензии) | 100 % (50 рецензий) | 87 (39 рецензий) | A           |
| «Властелин колец: Возвращение короля» | 93 % (273 рецензии) | 96 % (52 рецензии)  | 94 (41 рецензия) | A+          |

### Награды и номинации

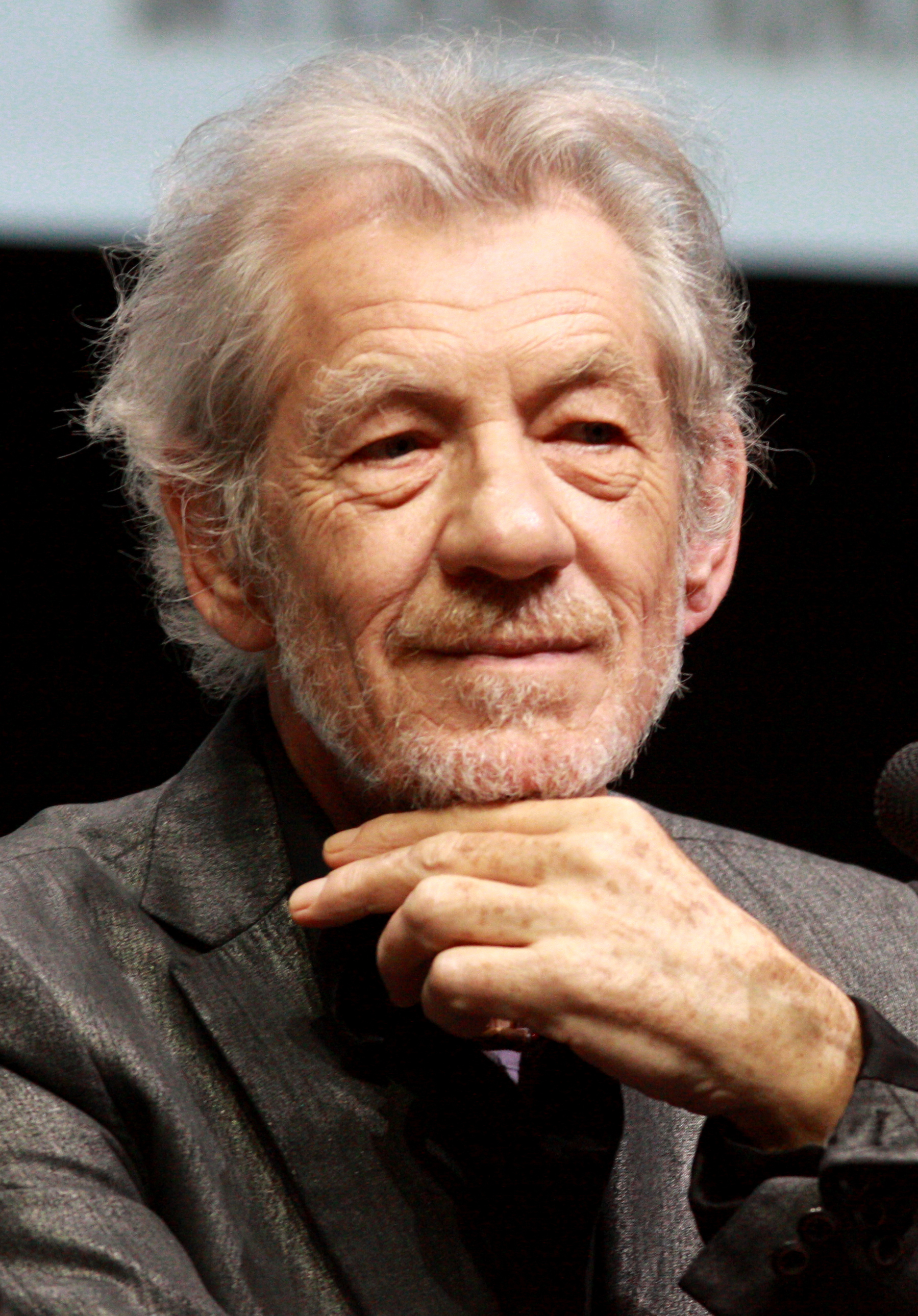
Иэн Маккеллен получил множество наград за воплощение Гэндальфа, в том числе номинацию на лучшую мужскую роль второго плана на 74-й церемонии вручения премии Оскар.

В общей сложности три фильма были номинированы на 30 премий «Оскар», из которых выиграли 17, что является рекордом для кинотрилогий. «Возвращение короля» победил во всех категориях, на которые был номинирован; его «Оскар» за Лучший фильм был многими воспринят, как заслуженная награда всей трилогии. «Возвращение короля» также сравнился с фильмами «Бен-Гур» и «Титаник», выиграв 11 премий киноакадемии. Иэн Маккеллен — единственный из актёров трилогии, который был номинирован на «Оскар» за свою игру в «Братстве Кольца».
- «Братство Кольца»: номинации — 13, награды — 4
- «Две крепости»: номинации — 6, награды — 2
- «Возвращение короля»: номинации — 11, награды — 11

| Премия                               | Результат                                                              | Результат                                                              | Результат                                                           |
| Премия                               | «Братство Кольца»                                                      | «Две крепости»                                                         | «Возвращение короля»                                                |
| ------------------------------------ | ---------------------------------------------------------------------- | ---------------------------------------------------------------------- | ------------------------------------------------------------------- |
| Лучший фильм                         | Номинация (продюсеры: Питер Джексон, Фрэн Уолш и Барри М. Осборн)      | Номинация (продюсеры: Барри М. Осборн, Фрэн Уолш и Питер Джексон)      | Победа (продюсеры: Барри М. Осборн, Питер Джексон и Фрэн Уолш)      |
| Лучший режиссёр                      | Номинация (Питер Джексон)                                              |                                                                        | Победа (Питер Джексон)                                              |
| Лучший адаптированный сценарий       | Номинация (Фрэн Уолш, Филиппа Бойенс и Питер Джексон)                  |                                                                        | Победа (Фрэн Уолш, Филиппа Бойенс и Питер Джексон)                  |
| Лучшая мужская роль второго плана    | Номинация (Иэн Маккеллен, за роль Гэндальфа)                           |                                                                        |                                                                     |
| Лучшая музыка                        | Победа (Говард Шор)                                                    |                                                                        | Победа (Говард Шор)                                                 |
| Лучшая песня                         | Номинация (Эния, Ники Райан и Рома Райан, за «May It Be»)              |                                                                        | Победа (Фрэн Уолш, Говард Шор и Энни Леннокс, за «Into the West»)   |
| Лучшая работа оператора              | Победа (Эндрю Лесни)                                                   |                                                                        |                                                                     |
| Лучший монтаж                        | Номинация (Джон Гилберт)                                               | Номинация (Майкл Хортон)                                               | Победа (Джейми Селкирк)                                             |
| Лучшая работа художника-постановщика | Номинация (Грант Мейджор и Дэн Хенна)                                  | Номинация (Грант Мейджор, Дэн Хенна и Алан Ли)                         | Победа (Грант Мейджор, Дэн Хенна и Алан Ли)                         |
| Лучшие костюмы                       | Номинация (Найла Диксон и Ричард Тейлор)                               |                                                                        | Победа (Найла Диксон и Ричард Тейлор)                               |
| Лучший грим                          | Победа (Питер Оуэн и Ричард Тейлор)                                    |                                                                        | Победа (Ричард Тейлор и Питер Кинг)                                 |
| Лучший монтаж звука                  |                                                                        | Победа (Этан Ван дер Рин и Майк Хопкинс)                               |                                                                     |
| Лучший звук                          | Номинация (Кристофер Бойес, Майкл Семаник, Гетин Криг и Хаммонд Пик)   | Номинация (Кристофер Бойес, Майкл Семаник, Майкл Хеджес и Хаммонд Пик) | Победа (Кристофер Бойес, Майкл Семаник, Майкл Хеджес и Хаммонд Пик) |
| Лучшие визуальные эффекты            | Победа (Джим Райгил, Рэндолл Уильям Кук, Ричард Тейлор и Марк Стетсон) | Победа (Джим Райгил, Джо Леттери, Рэндолл Уильям Кук и Алекс Функе)    | Победа (Джим Райгил, Джо Леттери, Рэндолл Уильям Кук и Алекс Функе) |

Каждый фильм трилогии получил премию «Хьюго» за лучшую постановку, кинонаграду MTV за лучший фильм и премию «Сатурн» за лучший фильм-фэнтези. Первый и третий фильмы также получили премию BAFTA за лучший фильм. Музыка из «Двух крепостей» не была номинирована на «Оскар», так как существовало правило, которое запрещало номинацию саундтрека, который включал музыку из предыдущего номинировавшегося фильма. Это правило было отменено к «Возвращению короля», и третий фильм получил награду за лучшую музыку. «Возвращение короля» также был награждён 4 премиями «Золотой глобус», в том числе за лучший драматический фильм.

## «Хоббит»
После успешного проката трилогии «Властелин колец» компанией New Line Cinema было принято решение о снятии новой трилогии которая станет приквелом к кинотрилогии «Властелин колец» и будет основана на самом раннем произведении Толкина о Средиземье, романе «Хоббит, или Туда и обратно». Первый фильм трилогии, «Хоббит: Нежданное путешествие», вышел в прокат 14 декабря 2012 года, второй фильм, «Хоббит: Пустошь Смауга», вышел 13 декабря 2013 года, третий фильм, «Хоббит: Битва Пяти Воинств», был выпущен 12 декабря 2014 года. Свои роли в новой трилогии повторили такие актёры, как Иэн Маккеллен, Энди Серкис, Хьюго Уивинг, Элайджа Вуд, Иэн Холм, Кристофер Ли, Кейт Бланшетт и Орландо Блум.

## Версии
Версии фильмов, показанные в кинотеатрах, являются далеко не единственными. Существует так называемая «расширенная версия» (Extended Edition) трилогии, описывающая события более полно (хотя и не всегда более близко к книжному повествованию). «Расширенная версия» намного длиннее кинотеатральной: «Возвращение Короля», например, длится больше четырёх часов, и просмотр такого фильма в кинотеатрах был бы слишком утомителен для большинства зрителей. Следует, правда, добавить, что более 25 минут занимают финальные титры, где упомянуты абсолютно все, кто так или иначе участвовал в создании картины.
Питер Джексон считает «режиссёрскими» версиями именно те, которые демонстрировались в кинотеатрах. Дополнительные сцены, по его словам, замедляют действие, однако ради поклонников, а также из-за того, что было снято очень много «хороших» и «важных» с точки зрения развития сюжета и драматической линии эпизодов, которые по тем или иным причинам было решено вырезать из финальных версий, для всех частей были сделаны «расширенные версии».
Продолжительность фильмов:
| Фильм              | Театральная версия | Расширенная версия*                           |
| ------------------ | ------------------ | --------------------------------------------- |
| Братство Кольца    | 178 мин.           | 208 мин. (228 мин. с дополнительными титрами) |
| Две крепости       | 179 мин.           | 223 мин. (235 мин. с дополнительными титрами) |
| Возвращение короля | 201 мин.           | 251 мин. (263 мин. с дополнительными титрами) |

*Дополнительные титры представляют собой список членов-основателей официального фан-клуба «Властелина колец», которым создатели фильма выражают благодарность.

## Продолжения
В 2024 году вышло полнометражное аниме-приквел кинотрилогии «Властелин колец: Война рохиррим». На 2026 год запланирована премьера спин-оффа «Властелин колец: Охота на Голлума».